# Volkswagen CC
La Volkswagen CC (in precedenza denominata Volkswagen Passat CC) è una autovettura berlina e coupé a 4 porte, classificata come executive car e premium, basata sul pianale della Volkswagen Passat.

## Profilo e contesto
La prima generazione venne presentata nel gennaio 2008 al North American International Auto Show di Detroit come versione della Passat. La sigla "CC" significa "Comfort Coupé".
Con il restyling del 2012 la vettura, oltre a perdere la denominazione Passat per essere chiamata semplicemente CC, vede alcuni cambiamenti di design esteriore, sia all'anteriore che al posteriore; altresì debuttano su una vettura Volkswagen alcuni nuovi dispositivi di sicurezza. Dal 2015 Volkswagen ne cessa la produzione, in vista di una nuova versione, derivata dalla Sport Coupé Concept GTE presentata nello stesso anno al Salone di Ginevra, il cui debutto con il nome di Arteon è avvenuto nell'estate 2017.

### Motorizzazioni
| Modello            | Disponibilità | Motore  | Cilindrata (cm³) | Potenza         | Coppia Massima (Nm) | Emissioni CO2 (g/km) | 0–100 km/h (secondi) | Velocità max (km/h) | Consumo medio (km/L) |
| 1.8 TSI            | dall'esordio  | Benzina | 1798             | 118 kW (160 CV) | 250                 | 165                  | 8,5                  | 223                 | 13,5                 |
| 3.6 V6 FSI         | dall'esordio  | Benzina | 3597             | 220 kW (299 CV) | 350                 | 242                  | 5,6                  | 250                 | 9,2                  |
| 2.0 TDI DPF        | dall'esordio  | Diesel  | 1968             | 103 kW (140 CV) | 320                 | 146                  | 9,8                  | 213                 | 17,2                 |
| 2.0 TDI 170 CV DPF | dall'esordio  | Diesel  | 1968             | 125 kW (170 CV) | 350                 | 146                  | 8,6                  | 227                 | 17,0                 |